# Chiesa di San Pietro dei Pellegrini
La chiesa di San Pietro dei Pellegrini (gesioeu de San Peder in milanese) è una chiesa di Milano. Si trova in corso di Porta Romana, quasi all'angolo con la via dei Pellegrini.

## Storia
Dalla sua origine fino alla fine del Settecento fu la cappella dell'ospizio omonimo che all'epoca della costruzione si trovava fuori dalle mura di Milano e accoglieva per due giorni i pellegrini di passaggio in viaggio sulla via Emilia. 
Fondata dal sacerdote Ambrogio Varese, era certamente esistente nel 1344 e uno dei maggiori benefattori fu Barnabò Visconti.
Ha una semplice facciata a capanna e conserva il grande portale originario di cotto sormontato da un rosone murato. L'interno ha un'unica navata a metà della quale si aprono due cappelle laterali. Agli inizi del XX secolo si scoprirono affreschi quattrocenteschi nella controfacciata tra la volta e il tetto con busti di santi inseriti entro gli archi di una loggia dipinta. 
La chiesa, sconsacrata alla fine del XIX secolo, non è attualmente accessibile.